# Ospedale Madonna del Buon Consiglio Fatebenefratelli
L'Ospedale Madonna del Buon Consiglio Fatebenefratelli, spesso abbreviato in Ospedale Fatebenefratelli, è una struttura sanitaria situata sulla collina Posillipo di Napoli, in via Manzoni.
È classificato come ospedale generale di zona, ai sensi del D.P.G.R. Campania del 10 febbraio 1975, n. 969, e opera nell'ambito territoriale del distretto 44 dell'ASL Napoli 1 Centro che comprende i quartieri di Chiaia, Posillipo e San Ferdinando.
All'interno della struttura ha sede la sezione napoletana dell'AFMAL (Associazione con i Fatebenefratelli per i Malati Lontani).

## Storia
L'Ospedale Madonna del Buon Consiglio Fatebenefratelli è parte dell'Ordine ospedaliero di San Giovanni di Dio, attivo a livello internazionale con oltre duecento strutture sanitarie. L'Ordine si ispira all'opera di San Giovanni di Dio, che nella prima metà del XVI secolo si dedicò in Spagna alla cura degli ammalati e dei più bisognosi. Dopo la sua morte, avvenuta nel 1550, i suoi seguaci iniziarono a diffondere il messaggio di carità e ospitalità, fondando ospedali nel mondo.
La presenza dei Fatebenefratelli in Italia ebbe inizio a Napoli, dove nel 1572 i frati Pietro Soriano e Sebastiano Arias fondarono nel borgo di Chiaia il primo nucleo dell'Ospedale di Santa Maria della Vittoria. Questo segnò l'inizio di una lunga attività nel capoluogo campano. Nel 1587 fu istituito in Via dei Tribunali l'Ospedale di Santa Maria della Pace.
Durante la grave epidemia di peste del 1656, l'opera dei Religiosi si rivelò fondamentale per la città. Nel 1853 l'Ordine promosse la creazione di una scuola teorico-pratica destinata alla formazione di medici, chirurghi e farmacisti. L'anno successivo, nel 1854, una casa a Capodimonte di proprietà dei Fatebenefratelli venne adibita alla cura dei malati di colera.
Nonostante la confisca dei beni religiosi da parte dello Stato nel 1867, l'Ordine proseguì la propria missione assistenziale. Nel 1936 acquistò l'ex collegio di via Manzoni, dove nel 1937 venne inaugurato l'attuale ospedale, intitolato alla Madonna del Buon Consiglio.

## Struttura e reparti
Di seguito sono riportate le attività ospedaliere e i reparti:
- U.O.C. Anestesia e rianimazione
  - Reparto UTIR
- U.O.C. Cardiologia
  - Reparto UTIC
- U.O.C. Chirurgia generale
  - Reparto Chirurgia
- U.O.C. Medicina
- U.O.C. Ortopedia e traumatologia
- U.O.C. Ostetricia e ginecologia
- U.O.C. Patologia clinica
- U.O.C. Pediatria, neonatologia e UTIN
  - Reparto nido
- U.O.C. Radiologia
- Reparto DH oncologico

## Collegamenti
Per recarsi al nosocomio è possibile utilizzare la linea 1 della metropolitana di Napoli. All'esterno della stazione Quattro Giornate (nel quartiere Vomero) vi è un interscambio con la linea autobus C31 di ANM, che ferma proprio antistante l'Ospedale Fatebenefratelli. In alternativa, la stazione metropolitana più vicina è Mergellina della linea 6 e Napoli Mergellina della linea 2; vi è però un collegamento parziale con le linee autobus, in quanto fermano, seppur a Posillipo, soltanto a circa 2 km di distanza dall'Ospedale.